# Piatra Despicată
Piatra Despicată (monument al naturii), este o arie protejată de interes național ce corespunde categoriei a III-a IUCN (rezervație naturală de tip geologic), situată în județul Alba, pe teritoriul administrativ al comunei Roșia Montană.
Rezervația naturală cu o suprafață de 0,20 ha, se află în partea sudică a satului Roșia Montană, între „Dealul Cetății” și „Delaul Cârnic”, în apropierea Pietrii Corbului. Aria protejată reprezintă o stâncă (bloc masiv) din andezit (rocă magmatică de culoare brun-cenușiu), rezultată în urma unei erupții vulcanice, petrecute cu mult timp în urmă. 